# Майк Вінкельман
Майк Вінкельманн (англ. Mike Winkelmann, відомий як Біпл, англ. Beeple або Beeple Crap, народився 20 червня 1981) — американський цифровий художник, графічний дизайнер й аніматор. Його комічні, фантасмагоричні твори присвячені актуальним політичним і соціальним темам і пов'язані з явищами поп-культури. Упродовж 2007 — 2021 років він щодня виставляв нове зображення в рамках проєкту «Повсякденності». 2021 року колаж із зображень цієї серії «Повсякденності. Перші 5000 днів» продали на аукціоні за 69 346 250 доларів США, що зробило його одним із найдорожчих творів сучасного художника. За твердженням «Esquire», Біпл став фактичним обличчям мистецького крипторинку.

## Ранні роки життя та освіта
Вінкельман народився у 1981 році і виріс у Норт-Фон-дю-Лак, штат Вісконсин. Вінкельман не планував стати художником. 2003 року закінчив Університет Пердью за спеціальністю «Інформатика». Однак у коледжі весь свій вільний час він переважно витрачав на творчі проєкти, зокрема на цифрові короткометражки і зображення, які описував як «маленьке дивне абстрактне цифрове мистецтво». Після закінчення університету Вінкельман працював вебдизайнером. Водночас продовжував займатися своїми творчими проєктами, які він називав «забавками Біпла» (англ. Beeple stuff).

## Художня кар'єра

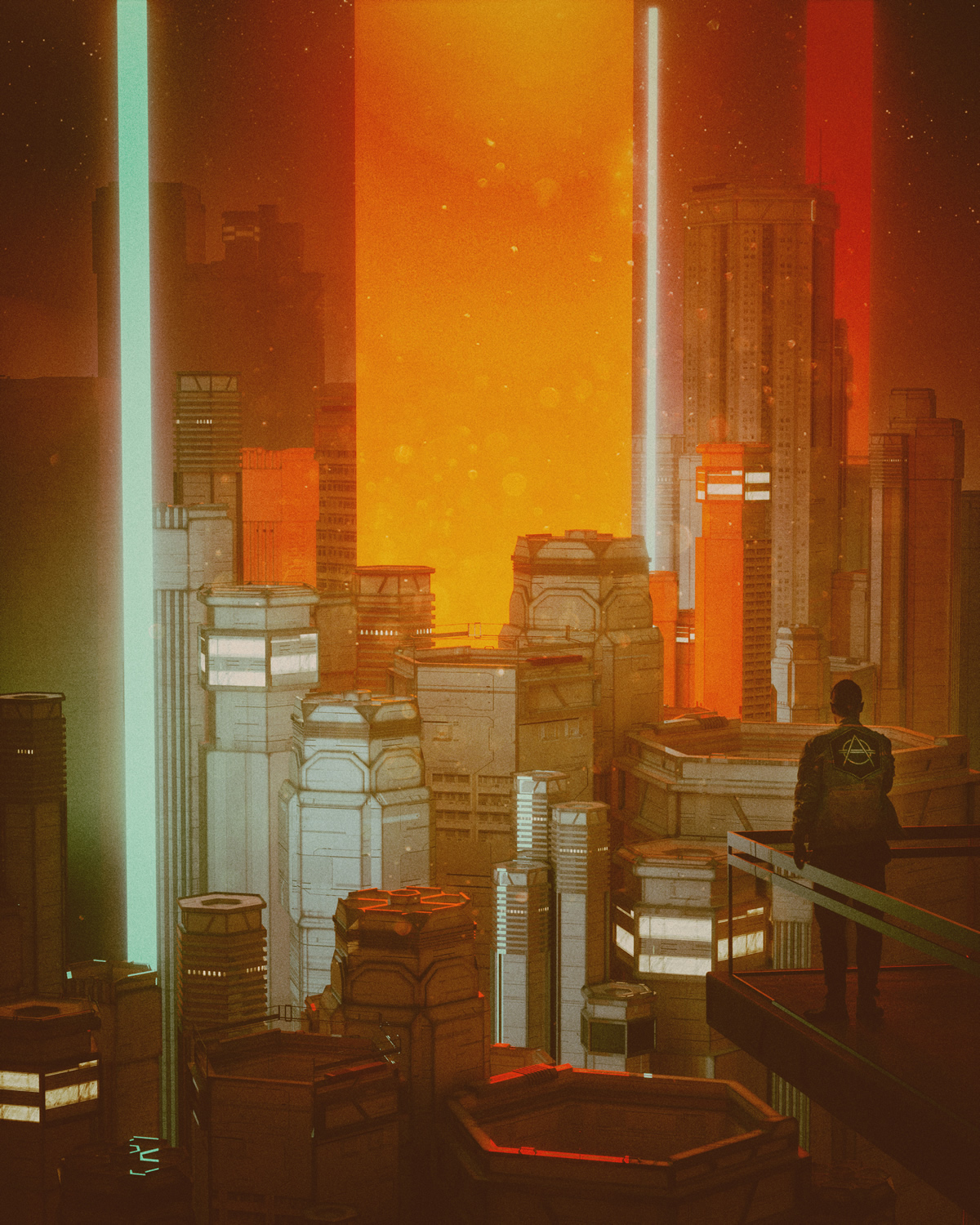
Футуристичний пейзаж із серії «Повсякденності» (25 червня 2016 року)

### «Повсякденності»
1 травня 2007 року Вінкельман розпочав серію робіт «Повсякденності». Художник виставляв по одному зображенню щодня. Відтоді він не пропускав жодного дня. Вінкельман не зробив перерви навіть у день свого весілля та день народження своїх дітей.
На створення проєкту його надихнув Том Джад, який писав нову картину щодня протягом року. Вінкельман вважав, що це ефективний спосіб поліпшити свої художні здібності. У наступні роки він зосередився на вдосконаленні однієї навички або одного образотворчого засобу, наприклад, за допомогою Adobe Illustrator у 2012 році та Cinema 4D у 2015.
Вінкельман часто зображує антиутопічне майбутнє. Також він використовує впізнавані образи популярної культури або політики для актуальної сатири. Деякі роботи художника увійшли в колекцію прет-а-порте Louis Vuitton весни / літа 2019 року.

### Контрактна робота
Вінкельман створив сотні циклів віджея, випустивши їх за ліцензією Creative Commons. Це дозволило йому створювати візуальні ефекти для концертів таких виконавців, як Аріана Ґранде, Джастін Бібер, Нікі Мінаж, One Direction, Кеті Перрі, Емінем, Zedd, deadmau5, а також для таких заходів, як MTV Video Music Award. Окрім того, Вінкельман співпрацював зі світовими брендами, зокрема Apple, Samsung, Coca-Cola, Pepsi, Nike, Sony Pictures, SpaceX тощо.

## Продажі з використанням токенів
У жовтні 2020 року Вінкельман почав продавати невзаємозамінні токени (NFT) на свої роботи через сервіс Nifty Gateway. Цифрове зображення у формі файлу пов'язувалося з унікальним токеном в блокчейні. Токен підтверджує право володіння і може передаватися іншій людині.
Увагу широкого загалу привернув твір «Перехрестя», яка могла перетворитися в одну з двох анімацій в залежності від переможця президентських виборів у США 2020 року. Це зображення було продано автором за 66 666,66 доларів, а в лютому 2021 року його перепродали вже за 6,6 мільйона доларів.
25 лютого 2021 року «Крістіз» виставив на двотижневий онлайн-аукціон колаж зображень із серії «Повсякденності» під назвою «Повсякденності. Перші 5000 днів» зі стартовою ціною 100 доларів. Торги завершилися 11 березня на позначці 69,34 мільйона доларів. Уперше лот у формі унікального токену виставили у традиційному аукціонному будинку. Також уперше на торгах у «Крістіз» розраховувались криптографічними етерами.

## Особисте життя
Вінкельман мешкає в Чарльстоні, штат Південна Кароліна. Він одружений, має двох дітей.

## Ілюстрації

«Повсякденності»
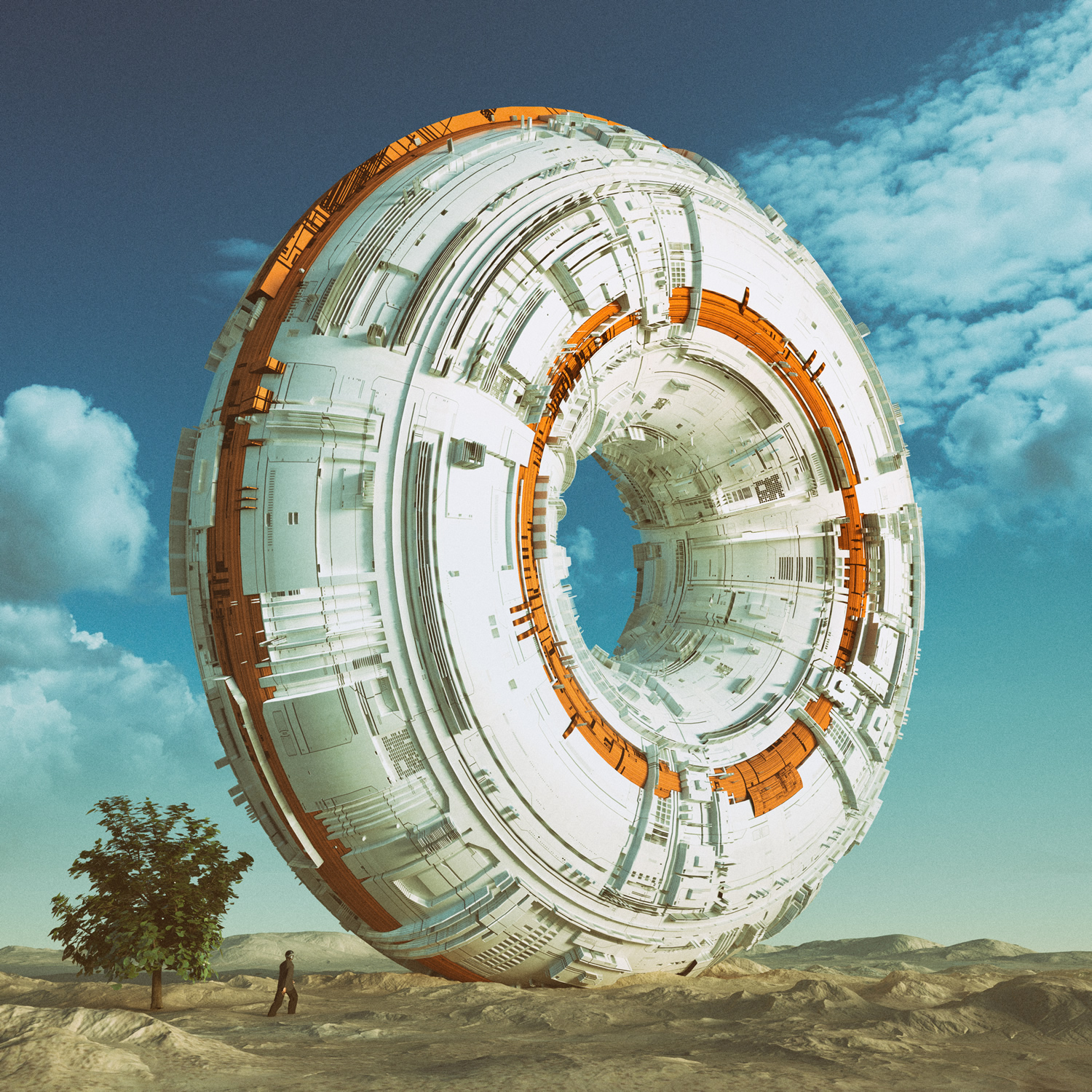
19 липня 2016
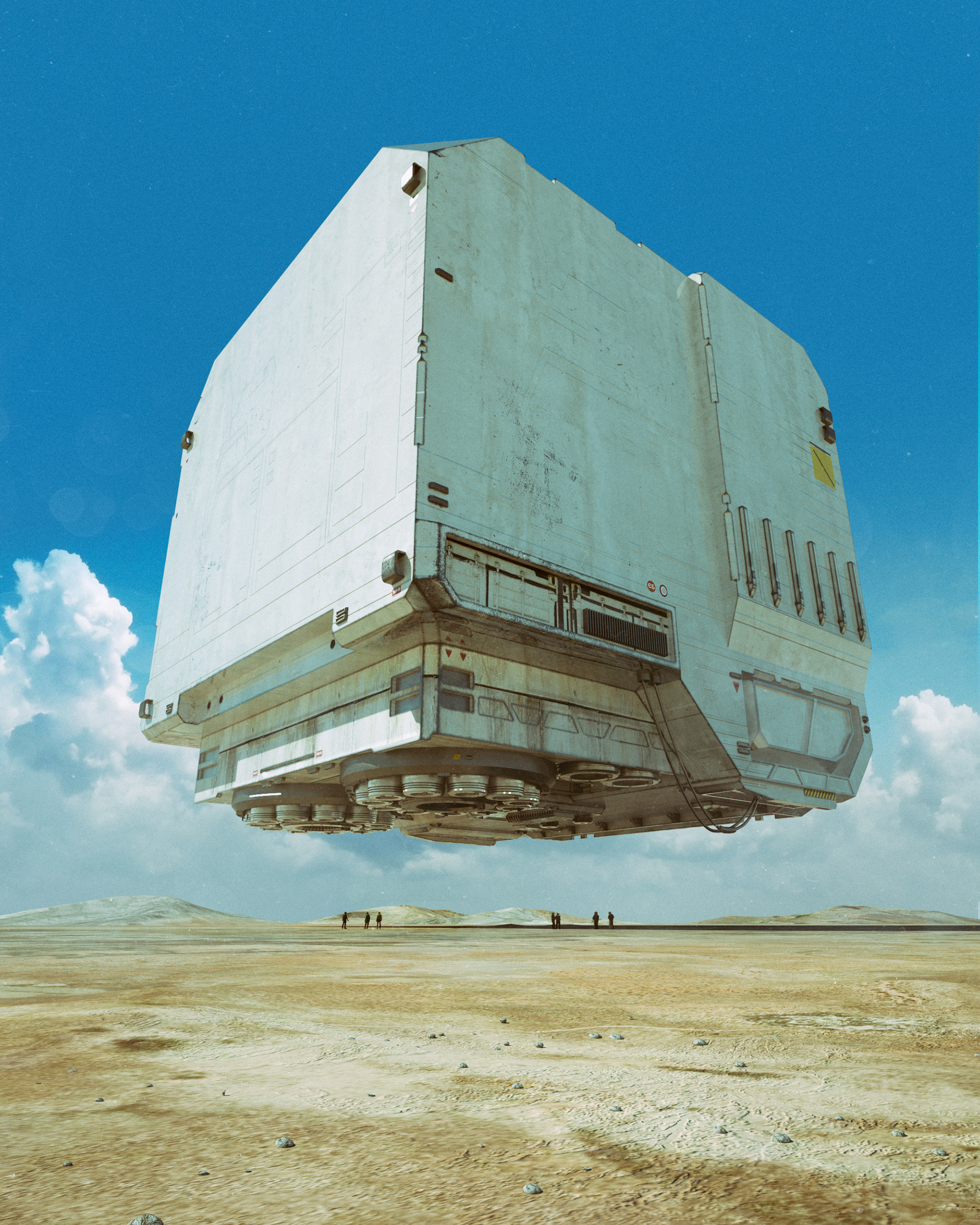
1 липня 2015
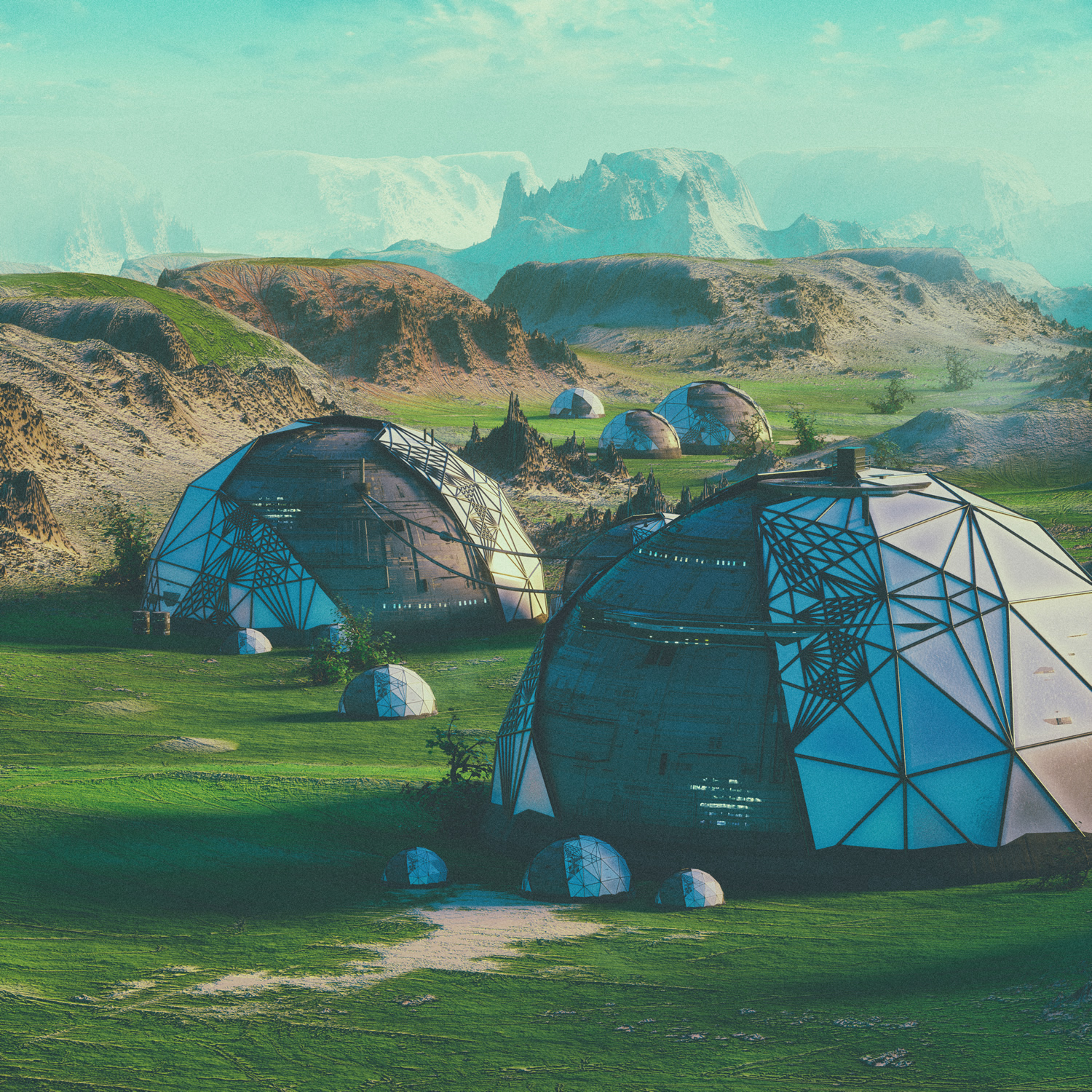
26 квітня 2016
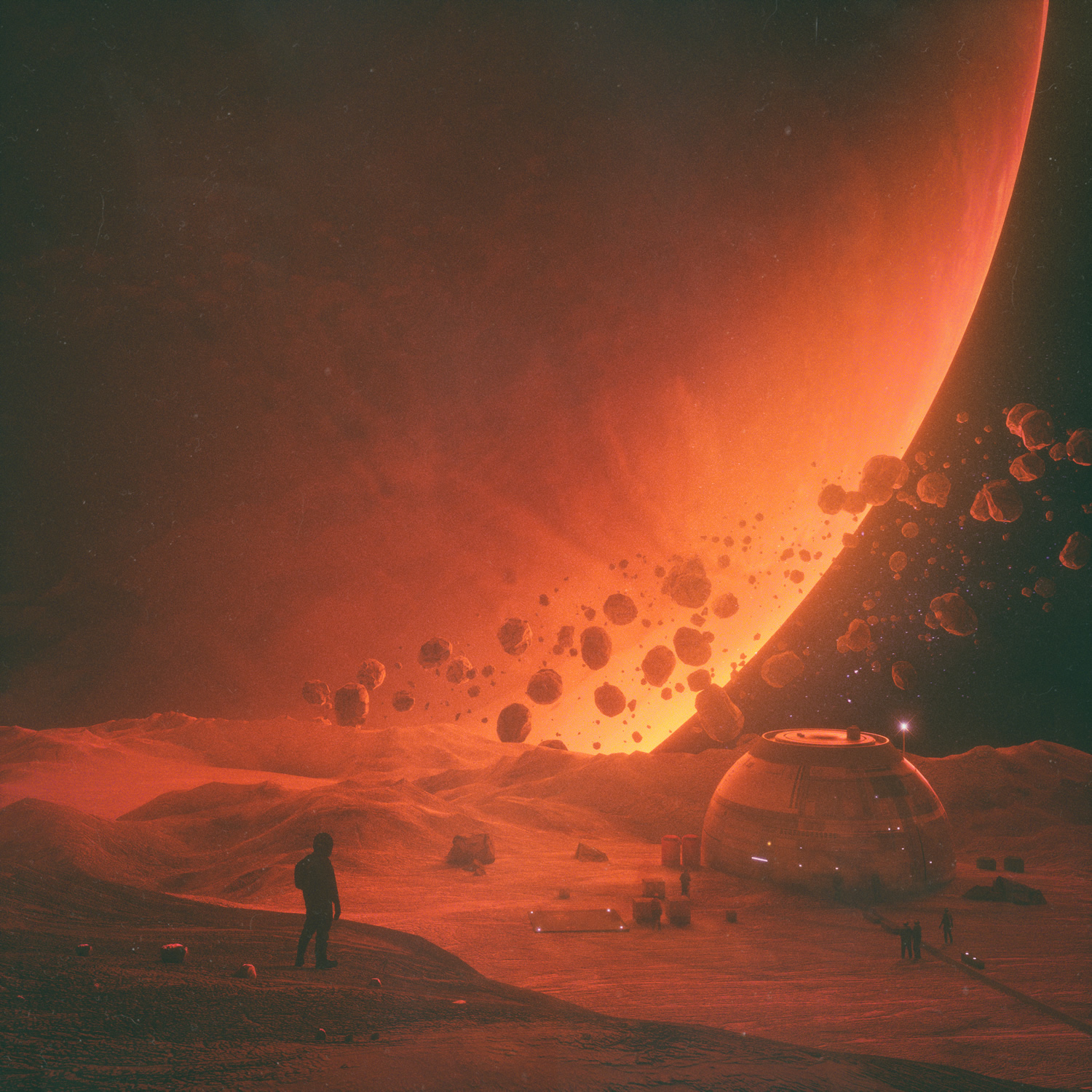
12 грудня 2015